# Cardamine cremnophila
Cardamine cremnophila là một loài thực vật có hoa trong họ Cải. Loài này được I.M.Johnst. mô tả khoa học đầu tiên năm 1929.